# Vernetzung
Der Begriff der Vernetzung im allgemeinen Sinne ist gleichbedeutend mit dem Vorgang des Andockens an ein Netzwerk, dem Vorgang des Sich-Einbindens in ein Netzwerk oder mit der Knüpfung neuer Beziehungen zu einem Netzwerk.
In informationstechnischem oder nachrichtentechnischem Zusammenhang kann die Bereitstellung, die Ingangsetzung und der Gebrauch von Nachrichtenkanälen in einem Netzwerk durch Akteure, welche sich durch einen einbindenden, Setting-liefernden Rahmen zum Kommunizieren zusammengefunden haben, mit der Vernetzung einhergehen.
In sozialem Zusammenhang kann Vernetzung unter gewissen Voraussetzungen mit der längerfristigen Vergrößerung eines Geflechts an sozialen Beziehungen auf seiten von Akteuren verbunden sein.
Einen völlig homogenen Vernetzungsbegriff gibt es allerdings nicht. In verschiedenen Zusammenhängen ist jedoch die Wiederkehr bestimmter Charakterisierungsmuster möglich.

## Informationstechnische Vernetzung in der Gesellschaft
Mit "Vernetzung" wird gegenwärtig in erster Linie "Informationstechnische Vernetzung" assoziiert, wenngleich der Begriff auch in anderen Daseinszusammenhängen vorkommt. Informationstechnische Vernetzung ist in den letzten Jahren zur Querschnittsaufgabe nahezu sämtlicher gesellschaftlichen Arbeitsbereiche geworden. Ob in Unternehmensberatungen, sozialen Einrichtungen oder politischen Gremien, fast überall wird Vernetzung eine hohe Priorität eingeräumt. Der in Berkeley lehrende spanische Soziologe Manuel Castells spricht seit geraumer Zeit von einer »Network-Society«, die im Entstehen begriffen sei. Da es immer mehr darauf ankommt, am Fluss von Informationen teilzuhaben, die sehr schnell von einem Ort der Erde zu jedem beliebigen anderen Ort gelangen müssen, entstehen neue soziale und ökonomische Strukturen, die Aufgaben der Informationsübermittlung und -verarbeitung flexibel und ohne große Reibungsverluste bewerkstelligen können. Der Ein- oder Ausschluss aus derartigen Netzwerken entscheidet letztlich darüber, ob die Interessen und Handlungen einzelner Akteure sich durchsetzen oder ohne Wirkung bleiben.
Netze, so Castells, unterscheiden sich von dem bislang vertrauten, althergebrachten Gefüge von Institutionen und Organisationen. Sie sind nicht für die Ewigkeit gebaut und verringern damit die Gefahren bürokratischer Erstarrung. Sie sind prinzipiell offen und können je nach Bedarf neu geknüpft, erweitert oder verkleinert werden. Am besten funktionieren sie in zeitlich begrenzten, nicht sehr stabilen Aufgabenbereichen, in denen es um die schnelle Weitergabe und Verarbeitung von Wissen geht. Netze halten ihre Verbindungen, solange diese wichtig sind. Wenn bestimmte Verknüpfungen ihre aktuelle Funktion verlieren, werden sie im Informations- und Entscheidungsfluss nicht mehr berücksichtigt. Netzwerke sind dazu bestimmt, unkompliziert Aufgaben, Ressourcen und Interaktionspartner zu verknüpfen.

## Der Vernetzungsbegriff in der Wissenschaft

### Vernetzung in der biologischen Netzwerkanalyse (einschließlich bionetzwerkanalytischer Graphentheorie)
Als Netze oder Netzwerke werden Systeme bezeichnet, deren zugrundeliegende Struktur eine Menge von Knoten sind, die mittels Verbindungen (den sogenannten „Kanten“) miteinander verbunden werden.
Im weiteren Sinne spielt bei der Vernetzung – insbesondere aus bionetzwerkanalytischer Sicht – in skalenfreien Graphen
1. die Anzahl der Kanten bezogen auf die Systemgröße (vgl. „Vernetzungsgrad“[6] sowie Komplexität) und
2. das Herstellen oder die Erweiterung von Beziehungen („Verbindungen“) zwischen einzelnen Elementen eines Systems

eine Rolle.
Zur Quantifizierung der Vernetzung eines Systems lassen sich verschiedene Maßzahlen heranziehen. Ein kontextfreies Maß bildet zum Beispiel der „Clusterkoeffizient“ aus der bionetzwerkanalytischen Graphentheorie.

### Vernetzung in diversen Wissenschaftsgebieten

#### Ökologie
Bekannt sind zum Beispiel aus der Ökologie die Begriffe Nahrungskette und Nahrungsnetz. In letzterem sind verschiedene Nahrungsketten miteinander gekoppelt.

#### Soziologie
In der Systemtheorie wird ein System (altgriechisch σύστημα sýstēma ‚aus mehreren Einzelteilen zusammengesetztes Ganzes‘) allgemein als eine Gesamtheit von Elementen bezeichnet, die miteinander verbunden sind und dadurch als eine aufgaben-, sinn- oder zweckgebundene Einheit angesehen werden können, als strukturierte, systematische Ganzheit.
In der Soziologie hat eine gut vernetzte Person ein Geflecht von Beziehungen zu anderen Personen, zum Beispiel in verschiedenen Organisationen, die ihr unter anderem helfen, rasch an Informationen oder Hilfe zu kommen oder Krisensituationen zu vermeiden oder zu bewältigen. Begriffe wie Networking sowie Karrierenetzwerk gehören in diesem Zusammenhang zum beschreibenden Vokabular. Bezugnehmend darauf, kann man unter gewissen Voraussetzungen vom Aufbau eines Beziehungsnetzwerks sprechen.

#### Geist- und Gehirnforschung
Besonders fruchtbar ist der Vernetzungsgedanke, wenn man ihn auf das Gehirn anwendet. Auf dem Substrat des Gehirns, wo nach neueren Neuronenmodell-Vorstellungen der Computational Neuroscience intensive Interaktionen zwischen Neuronen (also den Nervenzellen im Gehirn) erfolgen, entstehen gemeinsame Produkte: die Gedanken.

#### Pädagogik
In zahlreichen Bereichen der Gesellschaft macht sich die Umsetzung des Vernetzungsgedankens bemerkbar. In der Pädagogik wird bei Anwendung der Unterrichtsmethode „Lernen durch Lehren“ (LdL) nach Jean-Pol Martin über die kognitiv erworbene Vernetzungskompetenz hinaus auch eine emotional geprägte Netzsensibilität systematisch aufgebaut.

#### Therapeutik der Psychologie
Erst wenige Jahrzehnte alt ist der Vernetzungsansatz in der Psychotherapie, sowohl beim Entgegenwirken gegen die Verursachung von psychischen Erkrankungen als auch in der Psychodiagnostik. Das Wirkprinzip dieses Therapieansatzes wurde an Lernstörungen von Kindern exemplarisch aufgezeigt.